# 夕暮れ全力タイムズ ラジオポストマン!
夕暮れ全力タイムズ ラジオポストマン!（ゆうぐれぜんりょくタイムズ ラジオポストマン!）は中国放送（RCCラジオ）で2024年10月4日から放送開始のラジオのニュース情報番組。なお、この項目では、ナイターイン期に放送される『YONA²ラジオポストマンzzZ』についても取り上げる。

## 概要
これまで、3シーズンにわたって放送されてきた『夕刊Genadey』の放送枠と役割を引き継ぎ、新しい広島県内向けのラジオのニュース情報番組として放送開始。
この番組は、この1日のニュースや出来事を全力でポストするニュース情報番組で、今、知っておきたいことや翌日から使える耳寄り話をリスナーに届ける、この番組を聴けば嬉しくなる『まとメディア』としての役割も果たす。

## 放送時間
- 火曜-金曜 17:46-18:45

## パーソナリティ
※いずれもRCCアナウンサーが務める。
- 伊東平（火曜・金曜）
- 小宅世人（水曜・木曜）
- 楠本麗奈（火曜・木曜）
- 新本穂乃佳（水曜・金曜）

## YONA²ラジオポストマンzzZ
YONA²ラジオポストマンzzZ（よなよなラジオポストマンzzZ）は、中国放送（RCCラジオ）で、2025年3月28日から放送開始予定のラジオのニュース情報番組。ナイター中継のクッション番組でもある。
『夕刊Genadayおそばん』の後継番組として、RCCカープナイターの中継終了後に、その広島カープのその日の試合結果から、その日に入ってきたニュースに加え、リスナーの気持ちを鼓舞、または、寄り添う音楽を送る。

### 放送時間
- 毎週水曜-金曜 21:00-21:50